# Vincenzo Federico Devany
Vincenzo Federico Devany (* 16. August 1988 in San Luis Obispo) ist ein US-amerikanischer Volleyballspieler.

## Karriere
Devany begann seine Karriere an der Mater Dei High School in Santa Ana. Ab 2008 studierte er an der UC Santa Barbara und spielte im Universitätsteam. 2011 wurde der Zuspieler vom deutschen Bundesligisten VC Gotha verpflichtet.